# Schlabornsee
Der Schlabornsee ist ein 57 ha großer Natursee im Norden Brandenburgs am südlichen Rand der Mecklenburgischen Seenplatte.

## Geographie
Der See ist Teil des Rheinsberger Seengebiets und liegt südwestlich von Zechlinerhütte, das den See teilweise umschließt. Der See wird vom Rhin durchflossen, der den See nach Norden mit dem Tietzowsee, nach Süden mit dem Mehlitzsee und dem Großen Rheinsberger See verbindet. Außerdem bestehen Verbindungen nach Südwesten über den Dollgowkanal zum Dollgowsee und nach Osten über den Bikowkanal zum Bikowsee. Von Westen her ragt die Schlaborn-Halbinsel in den halbmondförmigen See, auf der sich ein Campingplatz befindet.
Der Schlabornsee ist Bestandteil der Rheinsberger Gewässer, einer sog. sonstigen Binnenwasserstraße des Bundes; zuständig ist das Wasserstraßen- und Schifffahrtsamt Eberswalde.

## Flora und Fauna
Im See findet man Aale, Barsch, Brasse, Güster, Hecht, Karpfen, Rotauge, Rotfeder, Schlei, Ukelei und Zander.

## Nutzung
Rund um den See führt der Naturerlebnispfad Zechliner Hütte. Der See ist beliebtes Anglergebiet und wird auch von einem Berufsfischer befischt. Der See und seine Nachbargewässer werden touristisch von Wassersportlern genutzt, insbesondere für Bootstouren und Kanusport. In Zechlinerhütte existiert außerdem eine Badestelle. Die Weiße Flotte Müritz verbindet Röbel/Müritz mit Rheinsberg und verkehrt dabei auch auf dem Schlabornsee.